# كولين ويلكوكس (كاتب)
كولين ويلكوكس (بالإنجليزية: Collin Wilcox)‏ (21 سبتمبر 1924، ديترويت في الولايات المتحدة - 12 يوليو 1996، سان فرانسيسكو في الولايات المتحدة)؛ كاتب سيناريو وروائي أمريكي.